# ミゲル・カロー
ミゲル・カロー（Miguel Caló, 1907年10月28日 - 1972年5月24日）は、タンゴの楽団代表、作曲家、ピアニストとして活躍したアルゼンチンの音楽家。

## 生涯
1907年に、ブエノスアイレスに生まれる。
1926年、オスバルド・フレセド楽団で、本格的なバンドネオン奏者としての活動を始める。その後、フランシスコ・プラカニコ楽団で、活躍した後、1928年には、自分が代表をつとめる楽団を設立する。1934年より、レコード会社のオデオン（Odeón）と契約し、一世を風靡する。ミゲル・カロー楽団では、短期間、オラシオ・サルガンやオスヴァルド・プグリエーセが、ピアニストを務めた。1941年以降には、ミゲル・カロー自身、楽団での指揮に専念している。
1972年5月24日に死去する。

## 主要作品
- ソイ・ミロンゲーロ Soy Milonguero
- ドス・フラカソス　Dos Fracasos
- ケ・テ・インポルタ・ケ・テ・ジョレ　Qué te importa que te llore